# 랑핑
랑핑(중국어: 郎平, 병음: Láng Píng, 한자음: 낭평, 1960년 12월 10일 ~ )은 중국의 배구 선수, 감독으로 포지션은 윙스파이커이다. 선수 시절 정확하고 강력한 스파이크로 "쇠망치"라는 별명으로 불렸다. 카치 키랄리와 함께 선수와 감독으로서 올림픽 배구 금메달을 획득한 2명 중 한 명이다.

## 수상

### 개인
- 1982년  FIVB 세계 여자배구 선수권대회 - MVP
- 1984년 하계 올림픽 배구 – MVP
- 1985년 여자배구 월드컵 – MVP

### 국가대표팀
선수
- 중국 여자 배구 국가대표팀 (1978-1990)
  - 올림픽
    -  우승 (1회) : 1984

  - 세계선수권
    -  우승 (1회) : 1982
    -  준우승 (1회) : 1990

감독
- 미국 여자 배구 국가대표팀 (2005-2008)
  - 올림픽
    -  준우승 (1회) : 2008
- 중국 여자 배구 국가대표팀 (2013-2021)
  - 올림픽
    -  우승 (1회) : 2016

  - 세계선수권
    -  준우승 (1회) : 2014
    -  3위 (1회) : 2018

  - 월드컵
    -  우승 (2회) : 2015, 2019

  - 그랜드챔피언스컵
    -  우승 (1회) : 2017

  - 월드그랑프리
    -  준우승 (1회) : 2013

  - 네이션스리그
    -  3위 (2회) : 2018, 2019

  - 아시안 게임
    -  우승 (1회) : 2018

  - 아시아 선수권
    -  우승 (1회) : 2015